# Toacaso

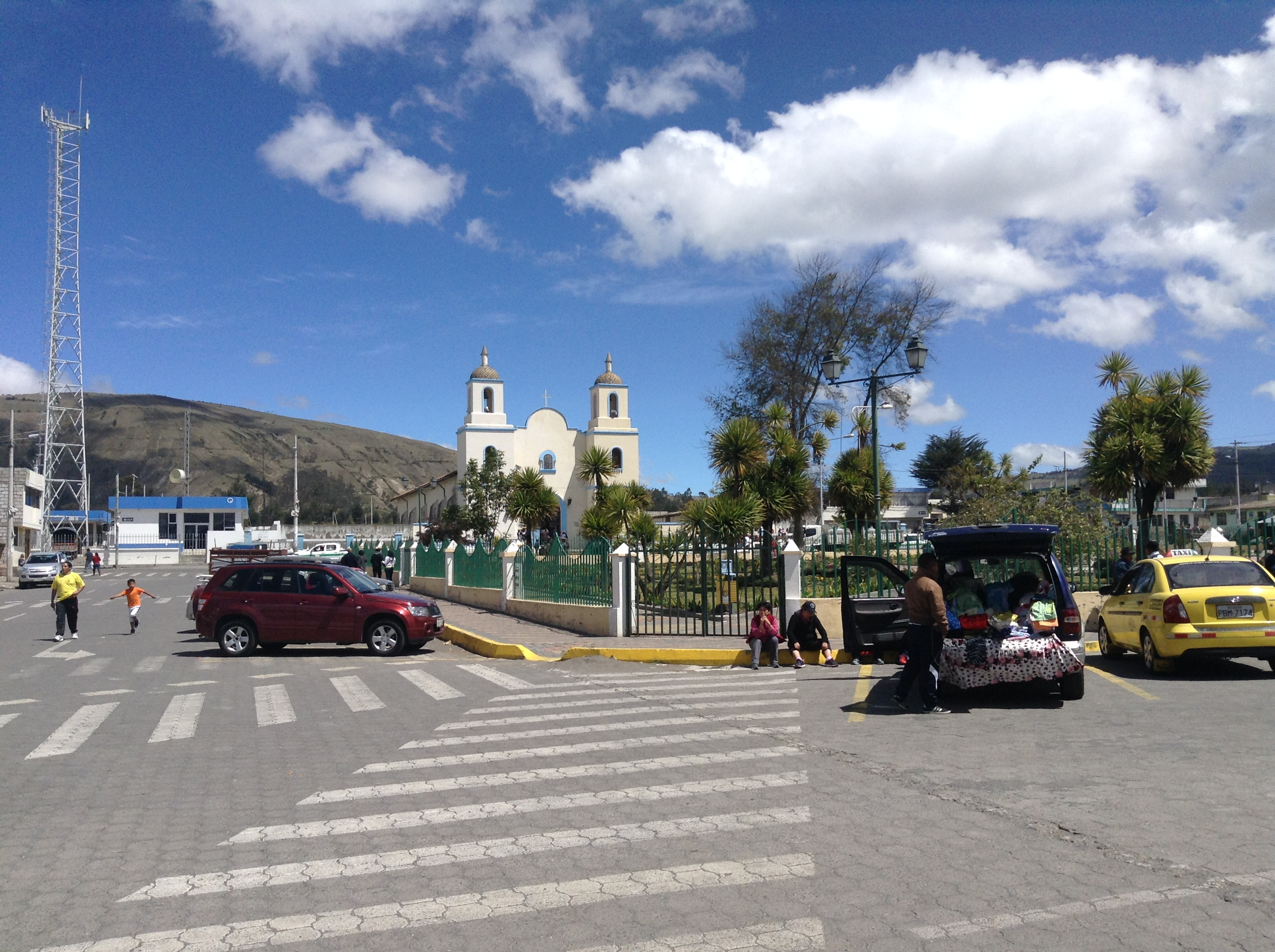
Parque de Toacaso

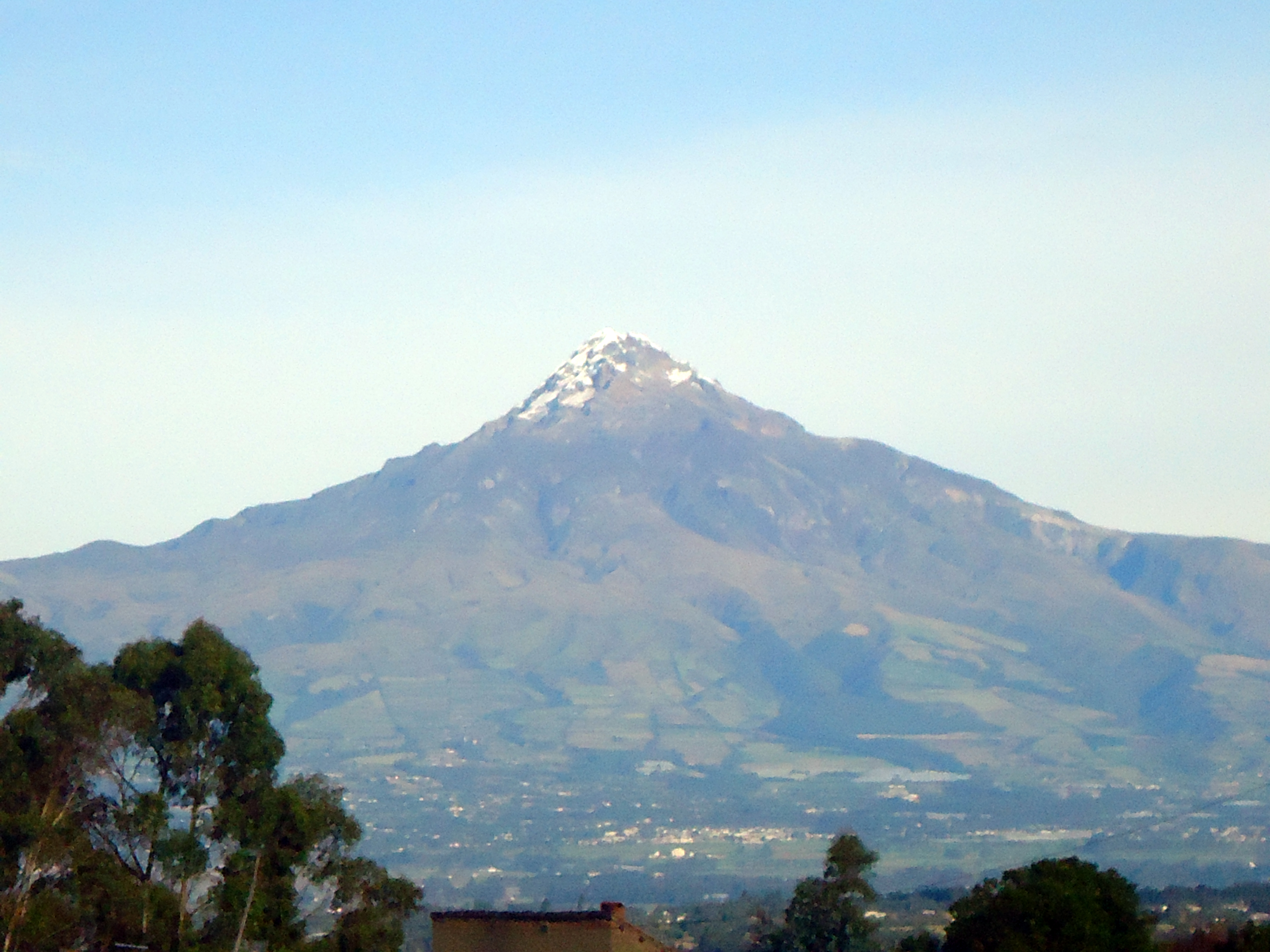
Illiniza Sur von Süden

Toacaso ist eine Ortschaft und eine Parroquia rural („ländliches Kirchspiel“) im Kanton Latacunga der ecuadorianischen Provinz Cotopaxi. Die Parroquia besitzt eine Fläche von 182,4 km². Die Einwohnerzahl lag im Jahr 2010 bei 7685.

## Lage
Die Parroquia Toacaso liegt im Andenhochtal von Zentral-Ecuador. Im Nordosten erhebt sich der 5245 m hohe Vulkan Illiniza. Der Río Pumacunchi, ein rechter Nebenfluss des Río Cutuchi, fließt entlang der südwestlichen Verwaltungsgrenze nach Süden. Der 3180 m hoch gelegene Hauptort befindet sich 21 km nordnordwestlich der Provinzhauptstadt Latacunga.
Die Parroquia Toacaso grenzt im Nordosten an die Parroquias El Chaupi (Kanton Mejía, Provinz Pichincha) und San Juan de Pastocalle, im Südosten an die Parroquias Tanicuchí und Guaytacama, im Süden an die Parroquias Canchagua und Cochapamba (beide im Kanton Saquisilí), im Südwesten an die Parroquia Isinliví (Kanton Sigchos) sowie im Nordwesten und im Norden an die Parroquia Sigchos (Kanton Sigchos).

## Orte und Siedlungen
In der Parroquia Toacaso gibt es folgende Barrios und Comunidades: 
- Barrio Centro San Antonio de Toacaso
- Cotopilalo
- Cotopilalo La Calera
- Cuicuno Sur
- Chilla Buena Esperanza
- Chilche
- Chisalo
- Chisulche Chico
- Chisulche Grande
- El Calvario
- Guingopana
- La Libertad
- La Mónica
- La Moya San Agustín
- La Moya Grande
- Loma de Monjas
- Patria Nueva
- Pilacumbi
- Pintze Chico
- Pintze Grande
- Planchaloma
- Quinte Buena Esperanza
- Quillusillin
- Quinte San Antonio
- Rasuyacu Corazón
- Rasuyacu Chiguanto
- Samana
- San Bartolo
- San Carlos
- San Francisco
- Yanahurquito Chico
- Yanahurquito San Antonio
- Yugsiche Alto
- Yugsiche Bajo
- Yugsiche Nueva Vida